# 西班牙共和國流亡政府
西班牙共和国流亡政府是西班牙第二共和国的延续，于1939年4月弗朗西斯科·佛朗哥在西班牙内战中胜利后建立。该流亡政府继续存在，直至1977年西班牙民主制度恢复。

## 历史
1939年4月，西班牙共和国总统曼努埃尔·阿扎尼亚和总理胡安·内格林流亡到法国。阿扎尼亚随后辞职并于1940年11月去世，总统职位由曾经在1936年担任首相的迭戈·马丁内斯·巴里奥接任。1940年纳粹德国占领法国，流亡政府迁至墨西哥。内格林在战时居住在伦敦，于1945年辞去首相职位，由何塞·希拉尔接替。
在1945年之前，流亡政府曾希望在第二次世界大战结束之后，弗朗哥政权便会倒台，自己便能由此返回西班牙。这一希望破灭之后，流亡政府只剩下象征性的地位，虽然南斯拉夫的铁托政权、墨西哥以及苏联都对该政府给予外交上的承认。1946年流亡政府回到巴黎。
1975年，弗朗哥去世，国王胡安·卡洛斯一世随后恢复了民主体制。1977年，流亡政府决定认可君主制的重新建立并承认新政府。1977年7月1日，西班牙共和国政府正式解散。作为和解的象征，胡安·卡洛斯在于马德里举行的一个仪式上接见了流亡政府的领导人。